# Galea spixii
Galea spixii là một loài động vật có vú trong họ Caviidae, bộ Gặm nhấm. Loài này được Wagler mô tả năm 1831.

## Hình ảnh

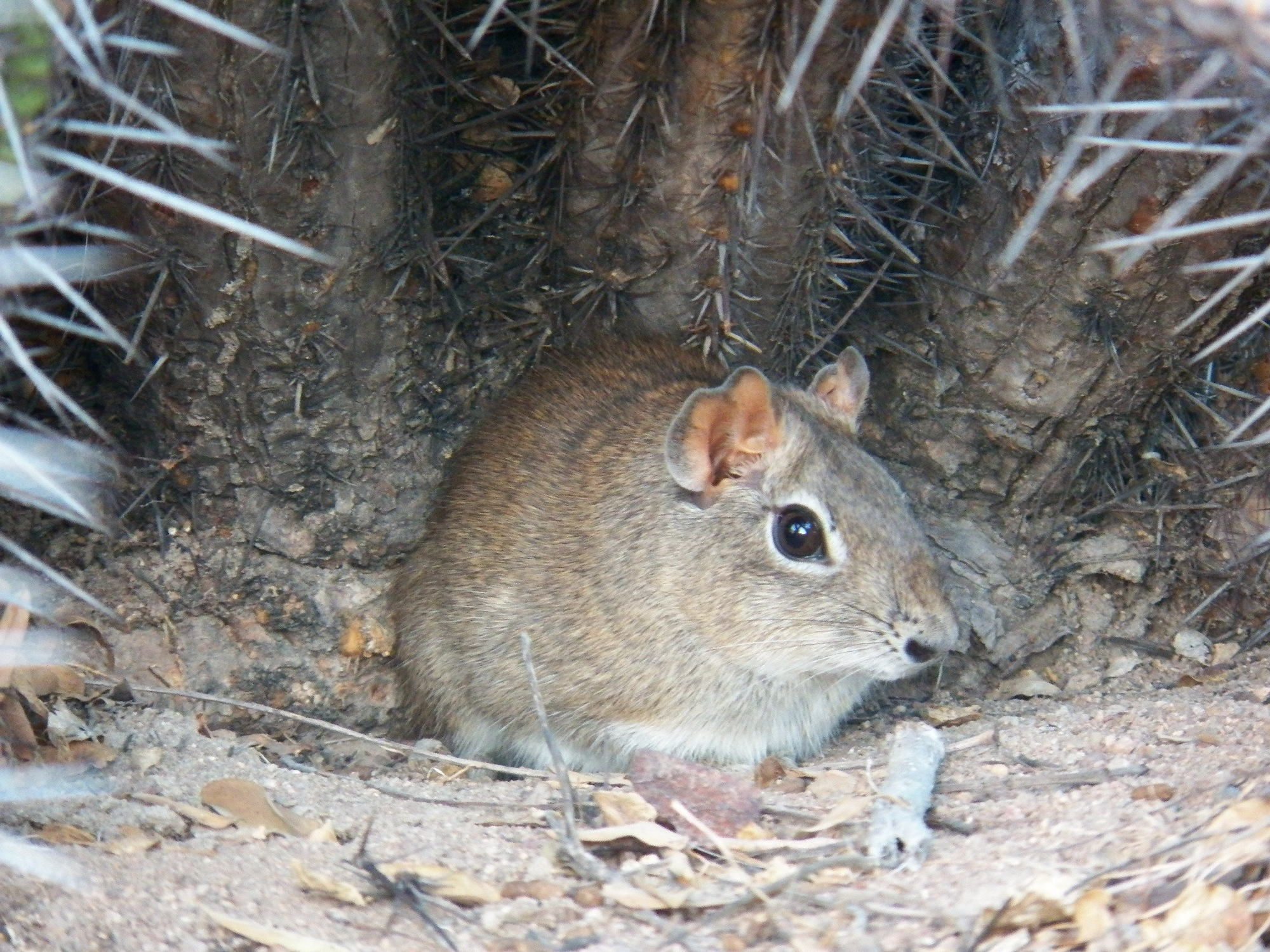
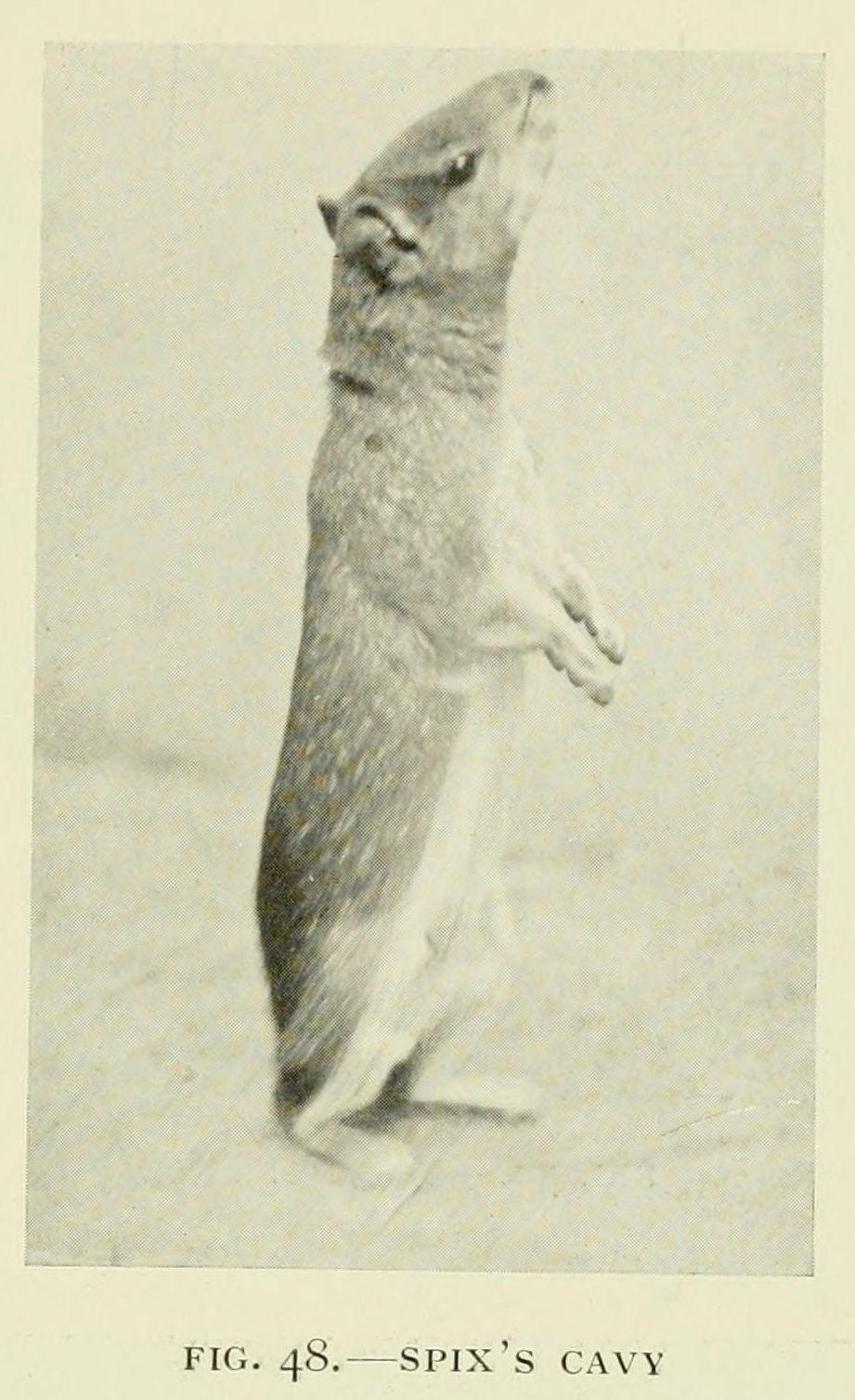